# حمله طالبان به قول‌اردوی شاهین
حملهٔ طالبان به قول‌اردوی ۲۰۹ شاهین در ۱ ثور/اردیبهشت ۱۳۹۶ (۲۱ آوریل ۲۰۱۷) رخ داد. در این حمله که در نزدیکی مزار شریف در ولایت بلخ رخ داد، حداقل ۱۴۰ سرباز اردوی ملی افغانستان کشته و ۱۶۰ نفر زخمی شدند.

## حمله
نظامیان طالبان که یونیفورم نظامی به تن داشتند و سوار خودروی ارتش بودند، در حالی وارد قول‌اردو/سپاه شدند که مدعی بودند سربازی زخمی را حمل می‌کنند که به مراقبت‌های فوری پزشکی نیاز دارد. به گفتهٔ شاهدی عینی، مهاجمان از دروازهٔ اول بدون دردسر گذشتند، در دروازهٔ دوم دو مأمور را کشتند و دروازهٔ سوم را با نارنجک منفجر کردند.
طالبان ظهر جمعه حمله کردند. در این هنگام، بیشتر سربازان در حال خواندن نماز ظهر در مسجد یا خوردن نهار در طعام‌خانه و در نتیجه غیرمسلح بودند.
به ادعای طالبان، چهار تن از مهاجمان پیش‌تر در قول‌اردو خدمت کرده بودند و از نقشهٔ آن آگاه بودند. دو تن از مهاجمان جلیقه‌های انفجاری‌شان را در مسجد منفجر کردند و هشت تن دیگر در درگیری‌ها کشته شدند. پنج ساعت طول کشید تا نیروهای امنیتی افغانستان به حمله واکنش نشان بدهند، هراس‌افکنان را بکشند، و اوضاع را در دست بگیرند. حداقل ۱۴۰ سرباز کشته و ۱۶۰ نفر زخمی شدند. بیانیهٔ طالبان مدعی است که حداقل ۵۰۰ سرباز کشته شده‌اند.

## استعفا و برکناری مسئولان امنیتی
پس از این حمله عبدالله حبیبی، وزیر دفاع افغانستان و ژنرال قدم‌شاه شهیم، رئیس ستاد ارتش از سمتشان استعفا دادند و اشرف غنی طی یک دستور امان‌الله مبین، فرمانده قول اردوی ۲۰۷ ظفر را جانشین جنرال مهمند فرمانده قول اردوی ۲۰۹ شاهین کرد.

## واکنش‌ها پس از حمله
- ستر جنرال عطا محمد نور والی بلخ و رئیس اجرایی حزب جمعیت اسلامی افغانستان در واکنش به حملهٔ طالبان به قول‌اردوی ۲۰۹ شاهین گفته‌است که انتقام هر قطره از خون شهدای ارتش ملی را از طالبان خواهد گرفت. وی حمله‌کنندگان بر قول‌اردوی ۲۰۹ شاهین را وحشی‌صفت و حیوان‌صفت خوانده و گفت که آن‌ها با معیار هیچ دین و انسانیت برابر نیستند و این مهاجمان با دست‌های ناپاک خود، به اساس دستور برادرانشان، بالای جوانانی حمله نمودند که به نماز جمعه ایستاده بودند.[۷]
- سخنگوی طالبان ذبیح‌الله مجاهد گفت این حمله تلافی مرگ ملا عبدالسلام (یکی از اعضای ارشد طالبان) در شمال افغانستان است.[۵]
- حامد کرزی پس از حمله به قول‌اردوی ۲۰۹ شاهین گفت، دیگر به طالبان برادران ناراضی نمی‌گویم و هرکه به افغانستان آسیب می‌رساند «گروه تروریستی» هست.[۸]
- آمریکا، بریتانیا، آلمان، ایران، هند و پاکستان در پیام‌های جداگانه‌ای این حملهٔ تروریستی را محکوم کردند.[۹][۱۰]